# Linval Thompson
Linval Thompson est un chanteur et producteur de reggae jamaïcain, né en 1954 à Kingston.

## Biographie
Il commence sa carrière musicale à New York où il a émigré avec ses parents en 1970. Il rentre ensuite en Jamaïque où il enregistre pour divers producteurs (Keith Hudson, Phil Pratt). C'est avec le producteur Bunny Lee que sa carrière décolle: il a plusieurs hits sur le thème des dreadlocks, notamment Don't cut off your dreadlocks, Ride on dreadlocks et Long long dreadlocks. À cette époque, Linval ne porte d'ailleurs pas les dreadlocks (mal vues en Jamaïque). À la fin des années 1970, il se lance dans la production et crée son propre label Thompson sound où il produit des artistes comme Johnny Osbourne, Freddie McGregor ou les Viceroys. Avec l'arrivée du Dancehall au milieu des années 1980, il se retire du marché de la musique. Dans les années 2000, Blood and Fire sort l'album Ride on dreadlocks qui regroupe ses meilleurs titres enregistrés pour Bunny Lee, ce qui relance sa carrière. Il réédite son catalogue et enregistre de nouveaux albums (récemment dans la série Inna de yard) et on a pu le voir en 2006 au festival Ja'sound. Il se produira également au festival Reggae Sun Ska à l'été 2010.

## Discographie[1]
- 2004 - Don't Cut Off Your Dreadlocks
- 2005 - Inna de yard